# Downingia pusilla
Downingia pusilla ist eine Pflanzenart aus der Gattung Downingia innerhalb Familie der Glockenblumengewächse (Campanulaceae). Ein englischsprachiger Trivialname ist Dwarf Calicoflower.

## Beschreibung

### Vegetative Merkmale
Downingia pusilla wächst als aufrechte oder aufsteigende, einjährige, krautige Pflanze, die Wuchshöhen von 3 bis 15 Zentimetern erreicht.
Die wechselständig angeordneten, früh abfallenden Laubblätter sind sitzend. Die einfache Blattspreite ist bei einer Länge von 5 bis 10 Millimetern länglich bis linealisch.

### Generative Merkmale
In Kalifornien reicht die Blütezeit von März bis Mai. Die ährigen Blütenstände enthalten mehrere Blüten. Es sind laubblattähnliche Tragblätter vorhanden. Es sind keine Blütenstiele erkennbar, die Blüten sind also sitzend. Im Gegensatz zu anderen Downingia-Arten sind die Blüten von Downingia pusilla nicht resupinat.
Die sehr kleinen, und zwittrigen Blüten sind zygomorph und fünfzählig mit doppelter Blütenhülle. Der wie ein Blütenstiel erscheinende, röhrige Blütenbecher ist länglich und lang. Die ungleich langen Kelchblätter sind länglich. Die fünf Kronblätter sind zu einer zweilippigen und fünflappigen Blütenkrone verwachsen. Die Blütenkrone ist weiß oder blassblau mit zwei gelben Flecken nahe beim Schlund. Downingia pusilla unterscheidet sich von den anderen mit ihr vorkommenden Downingia-Arten dadurch, dass ihre Blüten bei einer maximal Breite von 2 bis 4 Millimetern viel kleiner sind; bei anderen Arten haben die Blütenkronen generell Durchmesser von mehr als 7 Millimetern. Die Oberlippe ist dreilappig; diese drei Kronlappen sind schmal-dreieckig mit einem spitzen oberen Ende. Es ist nur ein (der äußere) Kreis mit fünf fertilen Staubblättern vorhanden. Die Staubfäden sind fast ganz verwachsen und die Staubbeutel sind ebenfalls verwachsen; der Winkel zwischen Staubfaden und Staubbeutel ist kleiner als 45°. Der zweikammerige, unterständige Fruchtknoten ist kahl oder minimal stachelig-schuppig.
Die zweikammerigen Kapselfrüchte sind 15 bis 27 Millimeter lang sowie 1 bis 1,2 Millimeter breit, öffnen sich durch mehrere Längsschlitze und enthalten mehrere Samen. Die Samen sind spiralförmig gestreift und erscheinen verdreht.
Die Chromosomengrundzahl beträgt x = 11.

## Vorkommen
Downingia pusilla subsp. pusilla wächst an feuchten Standorten wie Gräben und saisonalen Stillgewässern („Vernal pools“).

## Systematik
Der erste Name (Basionym) Clintonia pusilla, von Lobelia pusilla Poepp ex Cham. nom. nudum 1833, wurde 1834 durch George Don in A General History of the Dichlamydeous Plants, 3, S. 718 vergeben, allerdings ohne Beschreibung. Die gültige Erstbeschreibung erfolgte 1838 durch Alphonse Pyrame de Candolle in Prodromus systematis naturalis, 7, S. 347. Die Einordnung in die neue Gattung Downingia erfolgte 1874 durch John Torrey in United States Exploring Expedition, Volume 17, S. 375. Ein weiteres Synonym für Downingia pusilla (G.Don ex A.DC.) Torr. ist Bolelia pusilla (G.Don ex A.DC.) Greene.
Seit 2006 gibt es zwei Unterarten:
- Downingia pusilla (G.Don ex A.DC.) Torr. subsp. pusilla: Sie kommt im südlichen-zentralen  Chile und im südlichen Argentinien vor.[9][10]
- Downingia pusilla subsp. humilis (Greene) Lammers (Syn.: Bolelia humilis Greene, Downingia humilis (Greene) Rattan): Diese Neukombination und die Einstufung als Unterart erfolgte 2006. Sie kommt im zentralen Kalifornien und im nördlich-zentralen Chile vor.[8][9]